# Surendra amisena
Surendra amisena är en fjärilsart som beskrevs av William Chapman Hewitson 1862. Surendra amisena ingår i släktet Surendra och familjen juvelvingar. Inga underarter finns listade i Catalogue of Life.